# Piratdrottningen
Piratdrottningen (Anne of the Indies) är en amerikansk film från 1951.

## Handling
Filmen handlar om Anne Bonny, en kvinnlig, framgångsrik pirat som fanns på riktigt och levde under början på 1700-talet. När britterna stormade deras piratskepp sattes Anne Bonny i fängelse i stället för att avrättas på grund av att hon var gravid, det är osäkert vad som hände med henne sedan.

## Om filmen
Filmen regisserades av Jacques Tourneur och manus stod Herbert Ravenel Sass, Arthur Caesar och Philip Dunne för. En större del av filmen är fullkomligt påhittad och mycket stämmer inte överens med sanningen och historien.

## Rollista (i urval)
- Jean Peters - Kapten Anne Providence
- Louis Jourdan - Kapten Pierre François LaRochelle
- Debra Paget - Molly LaRochelle
- Herbert Marshall - Doktor Jameson
- Thomas Gomez - Blackbeard
- James Robertson Justice - Red Dougal
- Francis Pierlot - Herkimer
- Sean McClory - Hackett